# Incidente de Newhall
El incidente de Newhall fue un tiroteo entre dos criminales fuertemente armados y oficiales de la Patrulla de Caminos de California (CHP, por sus siglas en inglés) en el área no incorporada de Newhall del condado de Los Ángeles, California el 5 de abril de 1970. En menos de 5 minutos, cuatro oficiales de la CHP murieron en lo que fue en ese momento el día más mortífero en la historia de la aplicación de la ley de California.
Aproximadamente a las 11:55 p. m. (UTC-8), los oficiales de la CHP Walt Frago y Roger Gore realizaron una parada de tráfico a Bobby Davis y Jack Twinning en conjunción con un incidente que involucró a la pareja que había sido reportado a la CHP minutos antes. Después de detenerse en el estacionamiento de un restaurante e inicialmente cooperar con los oficiales, Twinning y Davis abrieron fuego y mataron a ambos oficiales. Minutos más tarde, los oficiales George Alleyn y James Pence llegaron a la escena y tuvieron un intercambio de disparos con Twinning y Davis. Un transeúnte tomó una de las armas de los oficiales y abrió fuego contra los perpetradores; sin embargo, los tres fueron superados en fuego, y Alleyn y Pence sufrieron heridas fatales mientras que el transeúnte se quedó sin munición y se cubrió en una zanja. Un tercer coche patrulla de la CHP llegó a la escena y el oficial solitario dentro tuvo un breve intercambio de disparos con los perpetradores, pero fueron capaces de huir de la escena.
Más de tres horas después, después de robar un vehículo y de intercambiar disparos con su dueño, Davis intentó huir del área; sin embargo, fue detectado por la policía y arrestado. Mientras tanto, Twinning invadió una casa y tomó a uno de sus ocupantes como rehén. La casa pronto fue rodeada por agentes del Departamento del Sheriff del Condado de Los Ángeles y a las 9:00 a. m., liberó al rehén y se suicidó cuando los agentes entraron en la casa. Davis fue condenado a muerte, pero tuvo su sentencia conmutada a cadena perpetua sin la posibilidad de libertad condicional en 1973. Se suicidó en la prisión estatal de Kern Valley en 2009.
El incidente de Newhall dio lugar a una serie de cambios en la CHP, incluyendo cambios de procedimiento en la detención de sospechosos de alto riesgo y la estandarización y el entrenamiento en el uso de las armas de fuego utilizadas en todo el departamento.

## Víctimas
- Oficial Walter C. Frago, de 23 años de edad, menos de 2 años con la CHP.
- Oficial Roger D. Gore, de 23 años de edad, menos de 2 años con la CHP.
- Oficial James E. Pence, de 24 años de edad, menos de 2 años con la CHP.
- Oficial George M. Alleyn, de 24 años de edad, menos de 2 años con la CHP.

Los cuatro oficiales estaban casados y tuvieron un total combinado de siete hijos.

## Perpetradores
Jack Twinning, de 35 años de edad en el momento, y Bobby Davis, de 27 años de edad en el momento, eran criminales de carrera con largas historias de delitos violentos. Twinning había entrado y salido de ocho prisiones federales diferentes desde los 16 años, incluyendo un período de cinco años en Alcatraz en el que mató a otro preso en defensa propia. Había sido liberado de una prisión federal en Tallahassee, Florida, 11 meses antes del tiroteo. Davis había sido liberado de la prisión 8 meses antes del tiroteo y estaba en libertad condicional en Houston, Texas. Twinning y Davis se conocieron y se hicieron amigos en la prisión.
Después de no conseguir trabajo después de su salida de la prisión, Twinning y Davis se encontraron otra vez en Houston, y condujeron a Sacramento, California, donde fallaron en su tentativa de robar bancos. Luego se dirigieron a Los Ángeles en un Pontiac rojo de 1964. En camino a Los Ángeles, notaron un sitio de construcción a lo largo de la carretera en la zona montañosa cerca de Gorman y creyeron que podrían robar explosivos de ese sitio para cometer un robo.
Twinning y Davis alquilaron un apartamento en Long Beach. Poco después, comenzaron a observar un vehículo blindado que entregaba dinero en efectivo al Santa Anita Park. Ellos idearon un plan para usar explosivos con el fin de robarlo en la autopista, y regresaron al sitio de construcción para obtener los explosivos. Dentro de su Pontiac rojo, habían amasado numerosas armas, incluyendo armas de mano, rifles y escopetas. En total, tenían el doble de armas que los cuatro oficiales de la CHP que enfrentarían tenían en sus dos coches patrulla.

## Detalles

### Antes del tiroteo
En la noche del 5 de abril, Davis dejó a Twinning en las montañas para robar los explosivos. A las 11:20 p. m. (UTC-8) aproximadamente, Davis estaba conduciendo hacia el norte en la Interestatal 5 al sur de Gorman cuando hizo un giro en U ilegal a través de la mediana de la autopista, casi chocando con un vehículo en dirección al sur conducido por Ivory Jack Tidwell, un militar en ruta a Port Hueneme con su esposa en el asiento del pasajero. Tidwell tuvo una discusión verbal con Davis y ambos detuvieron sus vehículos, donde Davis blandió un arma de fuego. Tidwell logró convencer a Davis de que la CHP estaba en el área, lo que llevó a Davis a alejarse. La pareja inmediatamente condujo a un teléfono y reportó el incidente completo con una descripción del vehículo de Davis a la CHP. Los oficiales de la zona fueron informados de que el vehículo era buscado en relación con un delito menor, ya que la zona, ahora una extensa zona suburbana, estaba escasamente poblada en ese momento y se permitía cazar y disparar.

### Comienza el tiroteo
Varios minutos más tarde, los oficiales de la CHP Walt Frago y Roger Gore, compañeros en el mismo coche patrulla, vieron el Pontiac rojo cerca de Castaic y comenzaron a seguir el vehículo. Los oficiales James Pence y George Alleyn, compañeros en un segundo coche patrulla, esperaron cerca en Valencia para respaldar a Frago y Gore. El vehículo sospechoso salió de la autopista en Henry Mayo Drive, cerca del sitio actual de Six Flags Magic Mountain, y entró en el estacionamiento de un restaurante. Frago y Gore ordenaron a los dos ocupantes que salieran del vehículo. Obedeciendo las órdenes del oficial, Davis salió del asiento del conductor y caminó hacia la capota delantera del vehículo donde Gore procedió a revisarlo. Mientras tanto, Frago se acercó al otro lado del coche llevando una escopeta con la acción contra su cadera y el cañón apuntando en el aire.
Cuando Frago caminó hacia el Pontiac, Twinning salió del asiento del pasajero y abrió fuego con un revólver Smith & Wesson Modelo 28. Antes de que Frago pudiera apuntar o disparar su escopeta hacia Twinning, fue impactado por dos rondas de .357 Magnum y murió. Gore inmediatamente sacó su pistola de servicio y devolvió el fuego a Twinning, pero al hacerlo perdió la pista de Davis, que estaba justo al lado de él. Mientras Twinning y Gore intercambiaban disparos, Davis sacó un revólver Smith & Wesson Bodyguard Modelo 49 de calibre .38 Special de su cinturón y mató a Gore con dos disparos a quemarropa.
Poco después de la muerte de Gore, Alleyn y Pence llegaron a la escena. Davis y Twinning inmediatamente abrieron fuego contra ellos con sus pistolas, gastando todas sus rondas restantes, y luego volvieron a su propio vehículo para buscar nuevas armas. Davis sacó una escopeta recortada, mientras que Twinning agarró una pistola semiautomática Colt M1911 de calibre .45 ACP. Después de disparar un tiro, la M1911 de Twinning se atascó, pero él simplemente agarró otra del coche y salió del lado del conductor. Mientras tanto, Alleyn vació su Remington 870 en el Pontiac, disparando el arma tan rápido que accidentalmente eyectó una ronda en vivo en el proceso. Un solo perdigón de la escopeta impactó a Twinning en la frente, pero no penetró en su cráneo y sólo infligió una pequeña herida superficial. Después de gastar todas sus rondas de escopeta, Alleyn abrió fuego contra Davis con su revólver .357 Magnum, pero no hizo ningún impacto. Davis devolvió el fuego con su escopeta recortada, impactando a Alleyn con varias rondas de posta zorrera e infligiendo lesiones mortales.

### Gary Kness
Gary Kness, de 31 años de edad en aquel entonces, exmarine estadounidense, estaba en camino para trabajar cuando se encontró con el tiroteo. Kness salió de su vehículo y corrió hacia el oficial caído Alleyn. Trató de arrastrar a Alleyn a salvo, pero no pudo moverlo. Levantó la vista y vio a Davis deshacerse de su escopeta recortada ahora vacía y agarrar la escopeta Remington que Frago había dejado caer. Sin darse cuenta de que Frago nunca había disparado el arma, Davis trató de hacer un ciclo de la acción de la escopeta, pero como no había sido disparada, estaba bloqueada en una ronda. Eventualmente, accidentalmente disparó el arma en el aire. Sorprendido, soltó el arma y agarró la pistola de servicio de la pistolera de Frago.
Mientras tanto, en el otro lado de la patrulla, Pence disparó las seis rondas de su revólver .357 Magnum en Twinning, pero no acertó. Twinning devolvió el fuego con su Colt 1911, impactando a Pence en el pecho y en ambas piernas. Pence cayó al suelo, tratando de recargar. En ese momento, la CHP no emitió cargadores ya llenos a sus oficiales, obligando a Pence a recargar manualmente una bala por vez. Al otro lado de la patrulla, Kness tomó la escopeta desechada por Alleyn y trató de disparar contra Davis, pero el arma estaba vacía. Cuando Davis abrió fuego contra él con la pistola de Frago, Kness dejó caer la escopeta y devolvió el fuego con el revólver de servicio de Alleyn. Sus disparos impactaron el Pontiac, y un fragmento de una de las balas se alojó en el pecho de Davis, pero el disparo no incapacitó a Davis, y Kness pronto quedó sin municiones.
Mientras esto sucedía, el herido Pence todavía estaba intentando recargar su revólver. Mientras lo hacía, no se dio cuenta de que Twinning se deslizaba hasta la patrulla por alrededor del lado izquierdo. Cuando insertó el sexto cartucho y empezó a cerrar el cilindro de su arma, detrás de él, Twinning mató a Pence con dos disparos a la cabeza a quemarropa. Al darse cuenta de que su situación era ahora inútil, Kness corrió de los autos a cubrirse en una zanja cercana. Mientras lo hizo, una tercera patrulla de la CHP llegó a la escena. Después de un breve intercambio de disparos con el oficial solitario, los dos sospechosos huyeron de la escena a través de la oscuridad en direcciones separadas. Davis tomó el revólver de Frago con él, mientras que Twinning salió corriendo con el revólver de Pence y la escopeta de Frago.

### Davis es arrestado
A las 3:25 a. m. Davis tropezó con un campista aparcado cerca de un camino de tierra. Después de intercambiar disparos con el propietario, Daniel Schwartz, armado con un revólver Enfield de la Segunda Guerra Mundial, Davis golpeó a Schwartz con su revólver vacío y robó la caravana. Schwartz llamó a la policía y reportó el robo. En pocas horas la caravana fue descubierta y detenida por los oficiales del Departamento del Sheriff del Condado de Los Ángeles. Sin más armas cargadas a su disposición, Davis se rindió.

### Suicidio de Twinning
A cinco kilómetros de distancia de la escena del tiroteo, Twinning irrumpió en una casa y tomó a uno de los ocupantes como rehén. La esposa y el hijo del ocupante lograron escapar y llamar a policía, y pronto la casa fue rodeada por agentes del Departamento del Sheriff del Condado de Los Ángeles. Por las siguientes varias horas, los negociadores hablaron por teléfono con Twinning, que se jactó abiertamente sobre cómo aprovechó el error de Frago cuando vio al oficial acercarse al coche con la escopeta en una posición en la que no podía disparar: «Él se descuidó, asi que lo despaché». Aproximadamente a las 9:00 a. m., Twinning había liberado a su rehén de la casa. Después de emitir un ultimátum de rendición, la policía arrojó gas lacrimógeno en la casa y entró. Cuando la policía entró en la residencia, Twinning se suicidó con el fusil de Frago.

## Consecuencias
Davis fue condenado a muerte por los asesinatos de los cuatro oficiales de la CHP. Sin embargo, en 1972, la sentencia de Davis se conmutó a cadena perpetua sin libertad condicional, debido a la decisión de la Corte Suprema de Justicia de los Estados Unidos en Furman v. Georgia que había invalidado todas las sentencias de muerte en el país. Davis fue encontrado muerto, a los 67 años de edad, en su celda individual de máxima seguridad en la prisión estatal de Kern Valley, en un aparente suicidio, el 16 de agosto de 2009.
Tras el tiroteo, fueron examinadas las circunstancias del evento, causando a la CHP y otros departamentos de policía a reexaminar sus métodos de entrenamiento y tácticas.
Ninguno de los cuatro oficiales de la CHP que murieron tenían más de dos años de experiencia en el trabajo. Gore y Frago eran ambos de 23 años de edad, mientras que Pence y Alleyn eran ambos de 24. No llevaban chalecos antibalas, que no eran dados comúnmente a oficiales de policía en aquel tiempo. Tres de los policías murieron de heridas que pudieron haber sido prevenidas por un chaleco balístico estándar. Un error clave de Gore y Frago fue proceder a acercarse y buscar a los sospechosos inmediatamente después de realizar la parada. De haber esperado a Pence y Alleyn a llegar dentro de un minuto aproximadamente, es posible que Twinning y Davis se hubieran entregado o hayan sido abrumados por la potencia de fuego superior al enfrentarse a una probabilidad de 4 a 2.
Los tres agentes que dispararon sus armas utilizaron munición .357 Magnum, aunque sólo habían sido entrenados y certificados con munición .38 Special, que tiene menos retroceso. Poco después del tiroteo, la CHP estandarizó su munición en el calibre .38, asegurando que todos los oficiales entrenaron con la misma munición que se utiliza en el servicio. Falta de familiaridad con sus escopetas de servicio también fue citado como un problema durante el tiroteo, según lo evidenciado por el error de Frago de acercarse con su escopeta sostenida diagonalmente delante de su cuerpo y el error de Alleyn de expulsar un cartucho no usado.
Un problema por el incidente de Newhall fue la dificultad en la recarga los revólveres bajo fuego sin un cargador rápido, algo que puede haber costado a Pence su vida. Poco después, la CHP se convirtió en el primer departamento de policía de estado mayor en aprobar y emitir cargadores rápidos. Una segunda arma podría han ayudado a Pence cuando su revólver primario quedó vacío.
En 2008, un tramo de la Interestatal 5 en Santa Clarita, California fue nombrado en memoria de los cuatro oficiales muertos. Kness, entonces de 69 años, asistió a la ceremonia y fue felicitado como un héroe.
Aunque hubo una serie de lecciones aprendidas a raíz de la tragedia, un rumor de que el oficial Pence se tomó el tiempo de guardar los casquillos de bala de su arma en su bolsillo mientras recargaba durante el tiroteo, debido a un hábito desarrollado en el campo de tiro de la policía, se demostró que era falso. El rumor surgió poco después del tiroteo, durante el tiempo que la CHP hizo mejoras en su formación. Mientras que la CHP modificó su entrenamiento para eliminar la práctica de «guardar metal» en el campo de tiro tras el tiroteo de Newhall, esto no se basó en las acciones de cualquier oficial implicado en el incidente. Varios testigos, incluyendo a agentes que respondieron a la ayuda de los oficiales, dejaron en claro que no se encontraron casquillos en los bolsillos de los pantalones o la chaqueta del oficial Pence. El sargento de la CHP Harry Ingold (retirado) fue uno de los primeros oficiales en llegar a la escena la noche del tiroteo. Ingold encontró seis casquillos en el suelo junto a la puerta del conductor de la patrulla de Pence y Allyn. Antes de ser asesinado, Pence había vertido sus casquillos en el suelo antes de recargar parcialmente su revólver. Esta información fue confirmada por el jefe John Anderson, autor del libro The Newhall Incident: America's Worst Cop Massacre.